# Ivica Tolić
Ivica Tolić (ur. 1 września 1968 w m. Imotski, zm. 31 sierpnia 2019) – chorwacki wojskowy i polityk, weteran wojny w Chorwacji, poseł do Parlamentu Europejskiego VIII kadencji.

## Życiorys
Absolwent chorwackich szkół wojskowych oraz NATO Defense College. Uzyskał magisterium z zakresu ekonomii na Uniwersytecie w Splicie.
W trakcie wojny w Chorwacji wstąpił do tworzących się sił zbrojnych jako ochotnik. Brał udział w działaniach wojennych, był m.in. dowódcą batalionu piechoty morskiej i szefem sztabu frontu południowego. Pozostał następnie zawodowym wojskowym, pełnił m.in. funkcję szefa sztabu marynarki wojennej. W 2008 przeszedł w stan spoczynku w stopniu komodora. Zaangażował się następnie w działalność społeczną w ramach organizacji weteranów.
W wyborach do Parlamentu Europejskiego w 2014 bezskutecznie kandydował z ramienia Chorwackiej Wspólnoty Demokratycznej. Mandat eurodeputowanego uzyskał jednak w październiku 2016, wykonywał go do końca kadencji w 2019.